# Генрих VI, часть 2 (фильм)
«Генрих VI, часть 2» (англ. Henry VI, Part 2) — телевизионный фильм 2016 года, часть цикла «Пустая корона», историческая драма британского режиссёра Доминика Кука. Экранизация исторических хроник Уильяма Шекспира «Генрих VI, часть 2» (вторая и третья сцены пятого акта) и «Генрих VI, часть 3», в которых фрагментарно изображены события истории Англии и Франции времен Столетней войны и Войны роз. Главные роли в фильме сыграли Том Старридж, Софи Оконедо, Бенедикт Камбербэтч.

## Сюжет
Литературной основой сценария стали исторические хроники Уильяма Шекспира, в которых фрагментарно изображён первый этап Войны Алой и Белой розы. Фильм начинается сценой первой битвы при Сент-Олбансе, в которой Ричард Йоркский разбивает Ланкастеров. Позже Ричард погибает, но его сын Эдуард завоёвывает корону, а Генрих VI Ланкастерский погибает в тюрьме. Реальные в основе своей события переданы Шекспиром, а следом за ним и авторами фильма с ошибками и анахронизмами.

## В ролях
- Том Старридж — Генрих VI Ланкастер, король Англии
- Софи Оконедо — Маргарита Анжуйская, жена Генриха VI
- Бен Майлз — Эдмунд Бофорт, граф Сомерсет
- Джейсон Уоткинс — Уильям де Ла Поль, 4-й граф Саффолк
- Антон Лессер — Томас Бофорт, герцог Эксетер
- Эдриан Данбар — Ричард Плантагенет, 3-й герцог Йоркский
- Стэнли Таунсенд — Ричард Невилл, 16-й граф Уорик
- Бенедикт Камбербэтч — Ричард, младший сын Ричарда Йоркского[1]

## Релиз и оценки
Премьерный показ второй части «Пустой короны», включая «Генриха VI, часть 2», начался на BBC 7 мая 2016 года.
Фильм был номинирован на премию BAFTA 2017 года в номинации «Лучший мини-сериал» (в составе цикла «Пустая корона: Войны Роз»). Бенедикт Камбербэтч был номинирован на ту же премию в актёрской номинации.